# 일본 제국 해군육전대
일본 제국 해군 육전대(일본어: 海軍陸戦隊 가이군 리쿠센타이[*], かいぐんりくせんたい)는 간단히 육전대로도 불리는 일본 제국 해군의 육상 전투 부대이다.

## 개요
독립적으로 존재하는 미국 해병대와는 달리, 해군에 포함된 병과이며, 주로 함정근무를 하는 수병들을 개편해 일시적으로 육상전투에 참전하기 위해 구성될 때가 많았다.
그러나 미국 해병대처럼 상설로 존재하는 육전대 부대도 있었는데, 이를 특별육전대라고 한다. 이들은 기지에 근무하는 병력으로 구성되었다. 러일전쟁 때나 중일전쟁 당시에는 수병들이 함정의 중포를 견인하여 육상전에 참전하는 해군육전중포대도 있었다.
특별육전대 외에 태평양 전쟁이 벌어지자 태평양에 산재한 각 섬을 방위하기 위해 경비대와 방공대라는 명칭이 붙은 육전대 부대도 편성되었다. 또한 낙하산 부대도 편성되어 참전하기도 하였다.
태평양 전쟁이 말기로 치달아 대부분 함정을 상실한 일본 해군은 휘하 수병들을 육전대로 편성하여 소위 "본토결전"을 준비했는데, 종전시에 10만여명에 달했다.

## 부대
海軍陸戦隊→해군육전대
함정승무원인 수병을 중심으로 편성된 애드혹 부대이다.
特別陸戦隊→특별육전대
함정승무원을 중심으로 편성되는 해군육전대와는 달리, 진수부의 해병단에서 훈련된 전투부대로 각 부대는 진수부 소속이다. 이따금 2개 이상의 특별육전대를 묶어 여단급 부대인 連合特別陸戦隊→연합특별육전대를 편성하였다.
設営隊→설영대
해군이 주둔하고 있는 점령지에 설치한 기지에서 기반 시설인 막사, 벙커, 활주로, 보급창을 건설하거나 수리하는 공병부대였다. 대부분의 대원은 고용된 민간이거나 비무장이었다.
根拠地隊→근거지대
일본 내지가 아닌 외지로 분류되는 식민지나 점령지에서의 행정 및 전술 대응을 맡고 있다. 근거지대는 지역이나 부여된 기능에 따라 총원 250~1천5백명의 부대로 편성되는데, 해상부대를 포함할 수 있다.
警備隊→경비대
일본 제국 해군의 육상시설을 파괴공작에서 지키기 위한 총원 1백~1천5백명의 수비대이다. 부대는 근거지대와 특별근거지대 양쪽에 편성되었다. 전쟁 말기에 해병단에서 편성한 경비대는 육상경비대로 구분하였다.
防備隊→방비대
경비대에 좀더 많은 총원 250~2천명의 수비대로 중요도가 높은 해군의 전략 시설을 지킨한다. 일부 방비대는 포대와 일본 해역에 뿌려진 기뢰밭을 통제한다.
防空隊→방공대
방공부대. 고사포 8문을 가진 갑(甲)편제, 대공기총 24문을 가진 을(乙)편제, 고사포 4문 대공기총 12문을 쓰는 병(丙)편제로 3종류로 나뉘었다. 근거지대, 특별근거지대, 특별육전대, 경비대에 편성되었다.
高射砲中隊→고사포중대
주요시설을 방어하기 위해 고사포를 운용하는 40~50명의 소규모로 방비대에 편성되는 방공작전부대이다.
通信隊→통신대
통신부대, 총원 100~2천명 사이에 편성되며, 점령지의 기지와 해군 함대 간의 통신망을 설립하고 유지한다.
特警隊→특별경찰대
군사경찰부대, 이들은 군기 확립과 내지 및 외지의 해군 관할지에서의 치안 유지, 첩보수접 및 방첩를 맡았다. 때때로 육군 헌병, 경시청 경찰, 특별고등경찰과 협력하였다.
海兵団→해병단
진수부에서 창설하여 운영하였던 해군의 사병, 하사관, 사관 신병훈련부대. 해군육전대의 수륙양용전 훈련도 도맡았었고, 각 진수부에 창설되었다.

## 개입

### 참전
- 운요호 사건
- 타이완 출병
- 청일 전쟁
- 제1차 세계 대전
- 산둥 출병
- 의화단 운동
- 러일 전쟁
  - 여순항 포위전
- 러시아 내전
  - 니콜라옙스크 사건

#### 제2차 세계 대전
- 중일 전쟁
  - 제1차 상하이 사변
  - 제2차 상하이 사변
- 태평양 전쟁
  - 태평양 전구
    - 웨이크섬 전투
    - 뉴기니 전역
      - 밀린베이 전투
      - 코코다 트랙 전역/포트모르즈비 작전
      - 살라마우아-라에 전역
      - 후온 페닌슐라 전역
        - 핀슈하펜 전투

    - 길버트-마셜제도 전역
      - 타라와 전투
      - 마킨 전투

    - 솔로몬 제도 전역
    - 뉴조지아 전역
    - 마리아나·팔라우 제도 전역
      - 티니안 전투
      - 필리핀 전역 (1944년~1945년)
        - 마닐라 전투 (1945년)

      - 가잔·류큐 열도 전역
        - 이오지마 전투
        - 오키나와 전투

  - 남서태평양 전구, 네덜란드령 동인도 전역
    - 타라칸 전투
    - 마나도 전투

### 전쟁범죄
- 폰티아낙 사건(일본어판)
- 대함소용소 사건(일본어판)
- 구메지마 수비대 주민 피살사건(일본어판)

## 같이 보기
- 해상기동여단, 일본 제국 육군
- 수륙기동단, 육상자위대의 현대 해병부대

## 참고

### 인용
1. ↑  高野庄平 & 末岡正雄 1975, 458쪽

### 자료
- 高野庄平; 末岡正雄 (1975년 10월). 《海軍軍戦備(2)開戦以後》. 戦史叢書 (일본어) 88. 朝雲新聞社.